# Церлянка (заказник)
Це́рлянка — ботанічний заказник місцевого значення в Україні. Розташований у межах Рахівського району Закарпатської області, на південний захід від села Видричка. 
Площа 5 га. Статус надано згідно з рішенням облвиконкому від 07.03.1990 року № 55. Перебуває у віданні Видричанської сільської ради. 
Статус надано з метою збереження місць зростання арніки гірської, цінної лікарської рослини. Крім того, тут зростають рідкісні рослини, як-от зозульки Фукса, билинець, біловусник.